# 30708 Echepolos
30708 Echepolos è un asteroide troiano di Giove del campo troiano. Scoperto nel 1977, presenta un'orbita caratterizzata da un semiasse maggiore pari a 5,2098419 UA e da un'eccentricità di 0,0123689, inclinata di 24,14796° rispetto all'eclittica.
L'asteroide è dedicato a Echeopolo, ucciso da Antiloco nella guerra di Troia.